# Субота Володимир Якович
Субота Володимир Якович (нар. 24 липня 1956, с. Зачепилівка, Новосанжарський район, Полтавська область) — український письменник, журналіст.

## Освіта
1980 року закінчив факультет журналістики Київського державного університету ім. Тараса Шевченка.

## Кар'єра, діяльність
Працював у харківських газетах «Ленінська зміна» та «Вечерний Харьков», газеті «Культура і життя». Друкувався у періодичних виданнях України.
Член Національної Спілки письменників України (1997), голова журі Всеукраїнського фестивалю гумору «Шельменко вітає!»
Образність мислення, логічність і неординарність у написанні гумористичних сюжетів, жива і образна мова характерні для творчості Володимира Суботи. Все це створює певний індивідуальний стиль письменника, який пізнається серед решти творів українських авторів, котрі працюють у цьому жанрі. Звичайно, його книжки викликають не тільки посмішку, але й змушують задуматися над обставинами, які той сміх викликають. У доробку автора чимало сатиричних творів, яким притаманна в’їдлива іронія і сарказм.

## Творчість
Є автором художніх книг:
- «Хід конем» (вид-во «Молодь», Київ, 1989)
- «Сіль на рану» (бібліотека журналу «Перець», Київ, 1990)
- «Сім п’ятниць на тиждень» (вид-во «Прапор», Харків, 1995)
- «Некондиційний Гоша» (вид-во «Регіон-інформ», Харків, 2004)
- «Операція «Сафарі» (вид-во «Майдан», Харків, 2006)
- «Грім серед ясного неба» (вид-во «Майдан», Харків, 2007)
- «Бортонутый кумпель» (вид-во «Майдан», Харків, 2011)
- «Хакери» (вид-во «Майдан», Харків, 2016)

Твори перекладені болгарською, білоруською та російською мовами.
Відзнаки
Лауреат літературних премій імені Остапа Вишні та Степана Руданського, лауреат Всеукраїнських фестивалів гумору та сатири, журналу «Перець».